# Laugharne Castle
Kasteel Laugharne (Welsh: 'Castell Talacharn') is een kasteel in het stadje Laugharne in zuidelijk Carmarthenshire, Wales. Het kasteel ligt bij de monding van de rivier de Tâf.
Het kasteel is gebouwd door de Normandiërs na 1100 als onderdeel van de invasie van Wales. In 1189 werd het veroverd door Rhys ap Gruffudd van Deheubarth